# Ālūlak
Ālūlak (persiska: آلولك) är en ort i Iran.   Den ligger i provinsen Qazvin, i den nordvästra delen av landet, 150 km nordväst om huvudstaden Teheran. Ālūlak ligger 1 793 meter över havet och antalet invånare är 819.
Terrängen runt Ālūlak är lite bergig, och sluttar söderut. Runt Ālūlak är det ganska tätbefolkat, med 108 invånare per kvadratkilometer. Närmaste större samhälle är Qazvin, 16,9 km söder om Ālūlak. Trakten runt Ālūlak består i huvudsak av gräsmarker.